# Njutångersfjärden
Njutångersfjärden är en fjärd centralt i Njutångers socken. Nianån och Örängesbäcken har sitt utlopp i fjärden, cirka 4 kilometer söder om Iggesund. Söder om fjärden sträcker sig Örängesnäset mot öster ut mot Olöbotten, som är den yttre delen av Njutångersfjärden. Söder om Örängesnäset tränger Siviksfjärden in.